# Найджел Гендерсон
Найджел Стюарт Гендерсон (англ. Nigel Henderson; 1 серпня 1909 — 2 серпня 1993) — офіцер Королівського флоту, голова Військового комітету НАТО з 1968 по 1971 рік.

## Морська кар'єра
Гендерсон вступив на службу на Королівський флот в 1927 році. Брав участь у Другій світовій війні офіцером-артилеристом. Після війни став морським аташе в Римі, а потім, з 1951 року, командував патрульним судном HMS Protector.
Гендерсон був призначений командуючим на Королівській військово-морській авіаційній станції в Брамкоте в 1952 році і був капітаном крейсера HMS Kenya (14) з 1955 року. У 1957 році він став віцезаступником з військово-морського флоту, а потім заступником з військово-морського флоту Верховного головнокомандувача Об'єднаних сил НАТО в Європі, а в 1960 році — генеральним директором з підготовки при Адміралтействі У 1962 році він був призначений головнокомандувачем у Плімуті. Він був призначений керівником британського оборонного штабу у Вашингтоні та військовим представником Великої Британії при НАТО в 1965 році, а потім головою Військового комітету НАТО у 1968 році. Вийшов на пенсію в 1971 році.

## Особисте життя
Гендерсон одружився з Кетрін Мері Мейтленд у 1939 році. У них було троє дітей, син та дві дочки. У 1959 році леді Гендерсон успадкувала маєток Хенсол-Хаус біля замку Дуглас від своєї хрещеної матері Хелен, маркізини Ельзи. Пара вийшла на пенсію там у 1971 році.
На пенсії Гендерсон очолив зусилля з відновлення місця народження Джона Поля Джонса в Арбігланді до початкового стану 1747 року.